# Insula Milos
Milos (în greacă Μήλος), denumită în trecut și Μῆλος – Melos sau, înainte de masacrul atenian și de recolonizarea din 416 î.Hr., Μάλος (în greaca dorică) – Malos, este o insulă vulcanică din Marea Egee, care aparține Greciei, aflată imediat la nord de Marea Cretei. Milos este cea mai sudică insula din arhipelagul Cicladelor.
Insula a rămas celebră pentru statuia Afroditei („Venus din Milos”, aflată astăzi la Luvru), și pentru statuile zeităților grecești Asclepius (aflată la British Museum) și Poseidon.
Ca organizare administrativă, municipiul Milos cuprinde și insulele nelocuite Antimilos și Akradies. Suprafața totală a acestora este de 160,147 km² iar la recensământul din 2001, populația era de 4.771 de locuitori.